# Historia de Croacia

Desarrollo de las fronteras croatas

La historia de Croacia comienza a principios del período Neolítico. Dentro de la historia documentada, el territorio que actualmente corresponde a Croacia fue colonizado por los celtas y más tarde por los ilirios. Iliria fue un Estado soberano hasta que los romanos la conquistaran en el año 168 a. C. Los antepasados de la población eslava de Croacia se establecieron en la región durante el siglo VII.

## Prehistoria
El área conocida hoy en día como Croacia ha estado habitada durante la prehistoria, desde la Edad de Piedra. En el Paleolítico Medio, los neandertales vivieron en Krapina y Vindija (noroeste de Croacia) y Mujina Dalmacia Pecina (central).
En el período neolítico temprano, las culturas Starčevo, Vučedol y Hvar se expandieron alrededor de la región. La Edad del Hierro dejó las huellas de la cultura de Hallstatt (ilirios primitivos) y la cultura La Tene (celtas).

## Iliria independiente
Entrando en la historia documentada, el área fue habitada por tribus de Iliria, como la Delmetae, que hablaban una lengua de Iliria, una rama antigua de la familia indoeuropea. Otras tribus, como los Liburni y Iapodes, cuyo origen étnico es menos claro, habitaban diversas partes de la costa adriática y el interior entre Istria y Herzegovina.
En el siglo IV a. C. el norte de la actual Croacia también fue colonizado por los celtas, concretamente la tribu de los escordiscos. Otros pueblos celtas se encontraban asimismo integrados entre los ilirios. Las islas de Issa y Pharos, así como la localidad de Tragurion o Trogir, se convirtieron en colonias griegas desde el mismo período.
Iliria fue un Estado soberano hasta que los romanos conquistaron sus tierras en el año 168 a. C.

## Croacia bajo el Imperio romano
Los romanos organizaron la actual Croacia en la provincia romana de Iliria, que abarcaba la mayoría de la Croacia moderna Istria y parte de la provincia de Italia. Iliria se dividió posteriormente en las provincias de Panonia y Dalmacia en el año 10. Panonia fue dividida a su vez en dos más por Trajano entre 102 y 107.
En el siglo IV el emperador Diocleciano fraccionó más el país. Este emperador era de origen ilirio, de Dalmacia. Otras personas notables de esta región en este período fueron el Jerónimo cristiano, Marino (diácono9 San Marino (el constructor de San Marino), los emperadores Valentiniano I y Valente, y el papa Juan IV (papa)Juan IV.
Después de la caída del Imperio romano de Occidente en el siglo V, las vías romanas y la población iliria con lenguas románicas (como el Idioma istrorrumano|istrorrumano) o el Idioma (dalmático|dálmata) se mantuvieron. Con la cada vez mayor inmigración, esta población arraigó en las ciudades a lo largo de toda la costa dálmata.

## Asentamientos croatas

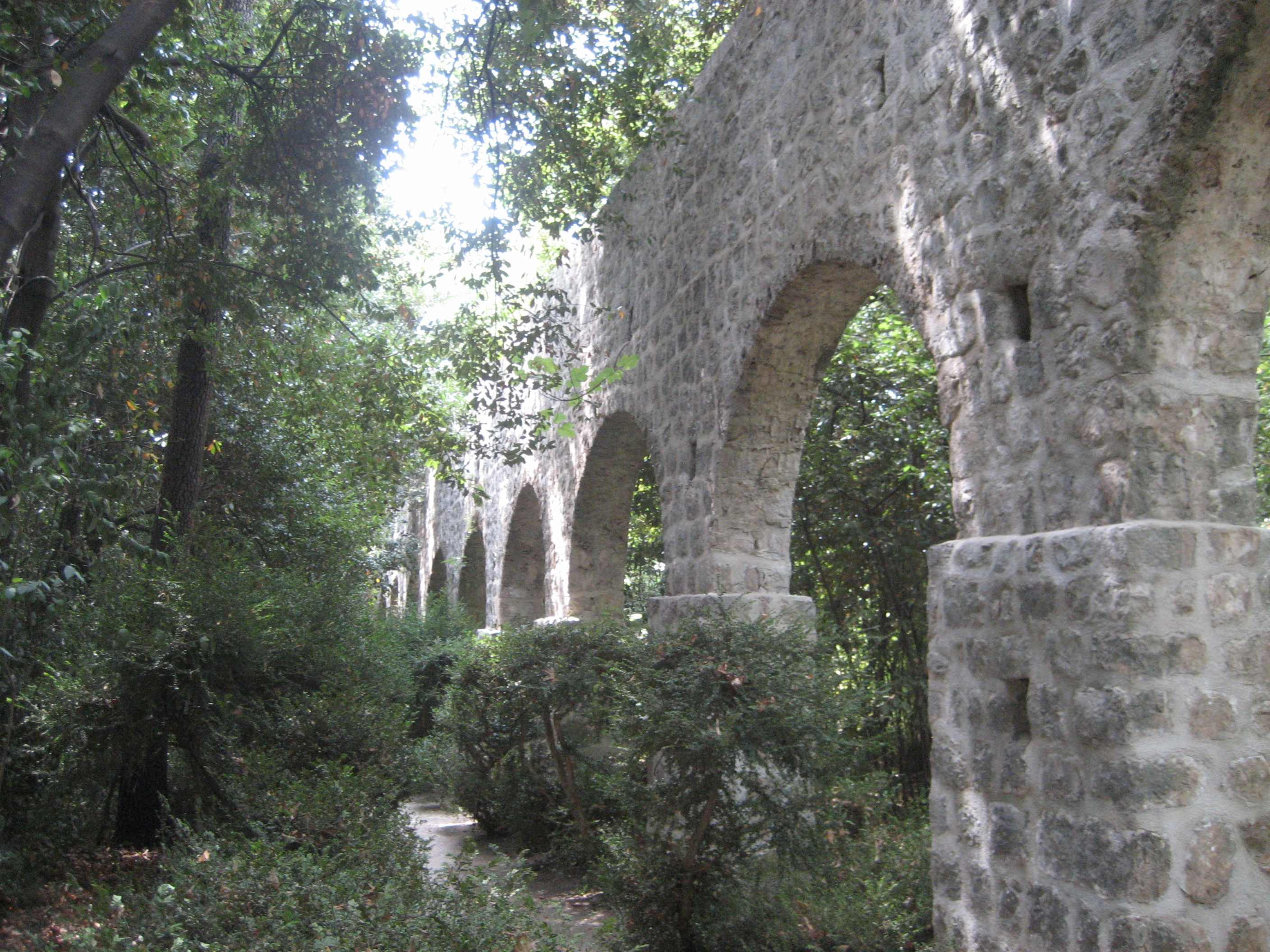
Acueducto de la familia noble Ragusea Gozze de Trebinje en Arboretum Trsteno.

Los eslavos se dispersaron por el este de Europa a lo largo de los siglos VI y VII por el empuje de hunos, germanos y ávaros hacia el oeste y el sur. Los croatas (Chrobati, Hrvati), que se habían asentado en la zona de Galizia y en la Croacia Blanca (en el sur de Polonia), recibieron la oferta del emperador bizantino Heraclio de aliarse contra los ávaros a cambio de las tierras de Panonia y Dalmacia. Los croatas al mando del zupan legendario aceptaron el trato y lucharon contra los ávaros, atacándoles en la llanura de Panonia y dispersándose por los Balcanes. Una rama de los croatas, los byelohravati (croatas blancos) permaneció, sin embargo, en territorios que corresponden hoy al sur de Polonia, conservando una precaria independencia entre checos y polacos.
Los croatas del sur formaron estructuras autónomas bajo el mando de sus jefes tribales (zupani) en las montañas de Bosnia hasta Montenegro (croatas dináricos o Croatas rojos), a lo largo de las costas de Dalmacia (croatas de Dalmacia) y en las llanuras del Sava y el Drava (croatas de Panonia). De esta época es Radoslav, un gobernante enérgico del que se cantan aún baladas dedicadas a sus hechos y al que se le atribuye la introducción del cristianismo entre los croatas.

## Orígenes

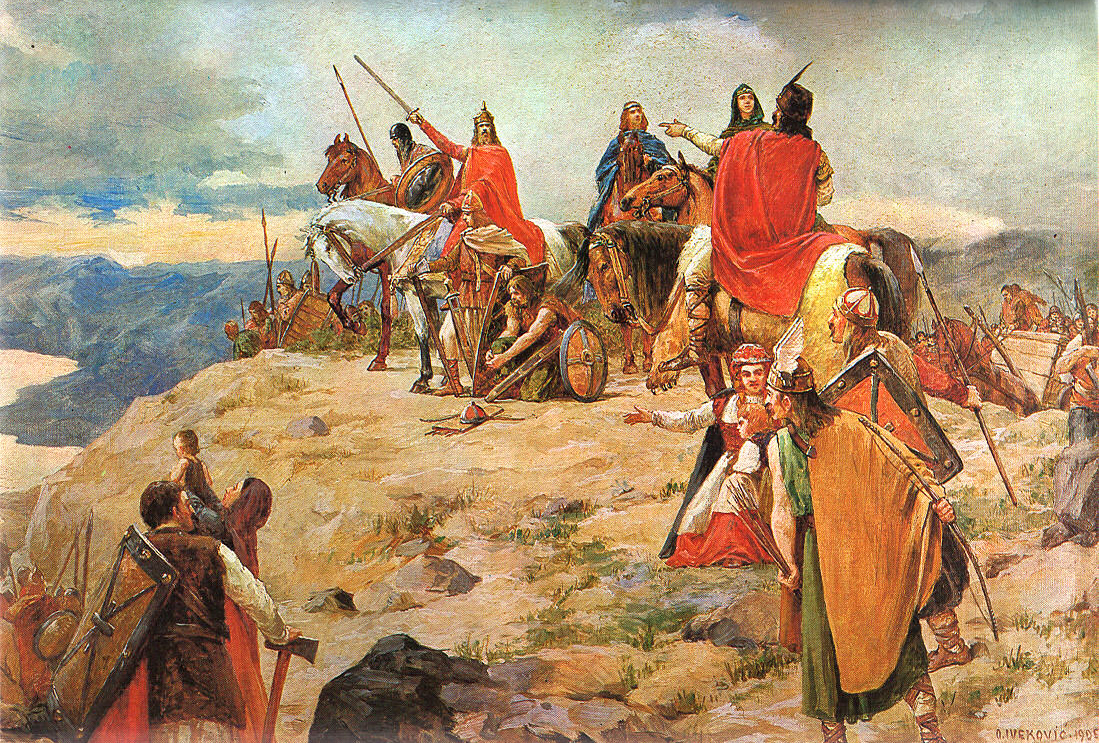
Los croatas llegan al Adriático.

El ducado de Panonia se extendía a lo largo del río Drava en la zona entre el Sava y el Danubio, en las regiones de las actuales Baranja, Backa y Eslavonia. Dalmacia abarcaba la actual Croacia entre el Drava e Istria), la Krajina y el interior de la actual Dalmacia, ya que las principales ciudades costeras estaban habitadas por población de origen latino.
En el ducado dálmata hay menciones de un tal Porga de finales del siglo VII, pero realmente documentado como primer duque de Croacia-Dalmacia es Višeslav, que gobernó durante el último tercio del siglo VIII. También de finales de ese siglo es el primer duque de Croacia-Panonia, Vojnomir. 
En el año 810, el poder en Croacia-Dalmacia pasó a Borna, que a su vez colocó en el otro ducado a su sobrino Ljudevit Posavski (Posavski significa del río Sava). Borma había aceptado ser vasallo de los emperadores francos, mientras que su sobrino luchó contra ellos hasta que en 823 fue derrotado y huyó al ducado de su tío que, por complacer a los carolingios, lo encarceló hasta su muerte. Una sublevación contra los carolingios llevó al zupan Ratimir (r. 829-838) a apoderarse de Panonia, pero de nuevo los francos recobraron la región en 838.
En Dalmacia se sucedieron los zupani vasallos de los francos, Vladislav (r. 821-835) y Mislav (r. 835-845), pero su sucesor, Trpimir I (r. 845-864), se independizó y le fue reconocido el título de Dux Croatorum, fundando una nueva dinastía (los Trpimirovic), que gobernó Croacia hasta la llegada de los húngaros. 
Panonia continuó bajo el vasallaje de los francos con Pribina (r. 849-860), Kocel (r. 861-872) y Mucimir (r. 872-873); solo Braslav (r. 880-897) disfrutó de una precaria independencia que debía soportar el empuje de las hordas magiares, que bajo su rey Árpád conquistaron el norte del ducado (Baranya y Backa), quedando el sur en manos de los croatas de Dalmacia, mientras que el este de Eslavonia (Sirmia/Srjem) fue ocupado también por los húngaros. De este modo la frontera norte de Croacia quedó fijada en el río Drava. 
Trpimir I asentó el ducado de Croacia, aunque tuvo que luchar con una naciente potencia en el mar Adriático, la República de Venecia. Su sucesor e hijo, Zdeslav (864, 878-879) fue depuesto por su primo Domagoj (864-876), y a su vez el hijo de este Iljko (r. 876-878) fue derrotado por Zdeslav, restaurado en el ducado gracias al apoyo de los bizantinos. Su hijo Branimir (879-892) consiguió que las ciudades de la costa, tributarias de los bizantinos, se convirtieran en vasallas de los croatas, con lo que sus tributos pasaron de esta forma a las arcas del ducado. Por este motivo el papa Juan VIII, en un documento del 7 de junio de 879, entregó a los croatas el primer reconocimiento internacional como Estado. A Branimir le sucedieron sus hijos Mutimir (Muncimir o Mucimir) (r. 892-900) y Petar (r. 900-910), que unificaron el ducado incorporando la Eslavonia occidental. Tomislav (r. 910-928), probablemente hijo de Mutimir, amplió las fronteras y el prestigio de Croacia, de forma que en 925 el papa Juan X le reconoció como rey de los croatas.

## Reino de Croacia
El Reino de Croacia (en croata: Kraljevina Hrvatska, en latín: Regnum Croatiae), también conocido como reino de los croatas (en croata: Kraljevstvo Hrvata; en latín: Regnum Croatorum), fue un reino medieval que comprendía la mayor parte de lo que hoy es Croacia (sin Istria occidental y algunas ciudades costeras dálmatas) así como, periódicamente, partes de Bosnia y Herzegovina en los Balcanes. Fue fundado en 925 por Tomislav, el primer gobernante croata a quien la cancillería papal honró con el título de «rey». Gobernado durante parte de su existencia por dinastías étnicas, existió como un estado soberano durante casi dos siglos, marcados  por varios conflictos y períodos de paz o alianza con los búlgaros, bizantinos y húngaros y competencia con la república de Venecia por el control de la costa oriental del Adriático.
A Tomislav le sucedió su hermano menor Trpimir II (r. 928-935), y, a este, su hijo Krešimir I (r. 935-945), que dividió el reino entre sus dos hijos: Miroslav (r. 945-949) y Miguel Krešimir II (r. 945/949-969). El mayor no permitió gobernar al más joven y se alzó como único gobernante. En 949 el župan Pribina se sublevó y venció al rey, que fue sustituido por su hermano. Aprovechando las luchas internas, Časlav Klonimirović, župan de Rascia (Serbia), invadió los territorios de Travunia, Zachlumia, Neretva y Bosnia, así como los distritos orientales, tal vez invitado por los insurgentes. Con la muerte de Časlav en 960 combatiendo a los húngaros, Krešimir II recuperó algunos territorios con ayuda de Predimir, ban autónomo de Doclea, teniendo bajo su control toda Bosnia y consiguiendo en su reinado la máxima extensión de Croacia.
Su hijo Esteban Držislav (r. 969-997), debido a la presión de los búlgaros sobre el Imperio bizantino, obtuvo de los emperadores Basilio II y Constantino VII el dominio total de Dalmacia y le fue otorgado el título de «rey de Croacia y Dalmacia». El emperador de los búlgaros Samuel vio con desagrado la alianza entre bizantinos y croatas, atacando a estos últimos, venciendo al župan Vladimir y marchando hacia Zadar, donde sitió al rey en la ciudad de Nin. No consiguió tomarla y regresó a Bulgaria a través de Bosnia, permitiendo a Držislav recuperar su reino.
El reinado de sus hijos Svetoslav Mucimir Suronja (r. 997-1000), Krešimir III (r. 997-1030) y Gojislav (r. 997-1020) fue más turbulento debido a que Svetoslav se arrogó todo el poder y los hermanos menores, apoyados por la nobleza croata, comenzaron una guerra civil que acabó con la vida del primogénito. El dux de Venecia, Pietro II Orseolo, aprovechó la ocasión para liberar las ciudades de Dalmacia, eliminando el tributo a los reyes croatas y conquistando para la república gran cantidad de islas adriáticas. El emperador Basilio II, vencedor de los búlgaros, reconoció a los hermanos como reyes de Croacia pero, viendo el peligro que suponía Venecia, tomó para sí el control de la costa dálmata y de grandes zonas de Bosnia.
Esteban I (r. 1030-1058), hijo de Krešimir III, decidió apoyar la revuelta del príncipe serbio (de origen croata), Dobroslav (Stjepan Vojislav), primero sin éxito en el 1036, y más tarde en 1040-1042, esta vez derrotando a los bizantinos y expulsándoles de Serbia. El emperador Miguel IV el Paflagonio se vio obligado a ceder Dalmacia a Stjepan II, pero el dux veneciano Domenico Contarini aprovechó la ocasión para tomar Zara. 
A Esteban I le sucedió el último gran rey croata, Petar Krešimir IV (r. 1058-1074), que restauró poco a poco todo el reino reconquistando Zara a los venecianos y expulsando a los bizantinos de Bosnia y Dalmacia. También tuvo especial cuidado en la difusión del cristianismo entre la población, estableciendo obispados en Biogrado (1060), Vrhbosna (1061) y Trogir (1063). Impulsó la implantación del rito latino en las iglesias frente a los usos bizantino y eslavónico a pesar de la oposición del clero del interior del país. Krešimir IV no tenía hijos y su primo Esteban sufría una grave enfermedad, por lo que decidió nombrar a Demetrio Zvonimir, entonces ban de Eslavonia, su consejero y sucesor otorgándole el título de duque de Croacia.
Krešimir IV murió en la primavera de 1074, y en la Dieta Nacional los nobles consideraron que Zvonimir no era uno de los suyos, por lo que eligieron como rey al duque de Neretva, Slavac (r. 1074-1075), apoyado por el clero eslavónico que estaba en contra de la liturgia latina. Las ciudades del oeste (en general latinas) no estuvieron de acuerdo con la elección y pidieron ayuda al duque normando de Amalfi, Amico, que tomó las ciudades adriáticas desde Zadar hasta Split, haciendo prisionero a Slavac. Mihajlo, ban de Duklja, tampoco apoyó a Slavac y se proclamó independiente en el sur de Croacia. Venecia, que veía en peligro sus redes comerciales por la competencia normanda, entró en la liza. El nuevo papa, Gregorio VII, decidió intervenir en las disputas dinásticas enviando un legado, Gerhard, arzobispo de Sipanto, que en la Dieta de Salona consiguió que se aceptara como rey a Zvonimir (r. 1074-1089), coronándolo en 1076 como rey de los croatas y los dálmatas. Zvonimir recuperó las islas del Adriático y formó una gran flota para defenderlas; según algunos cronistas, su reinado fue la edad de oro del reino croata.
Tras la muerte de Zvonimir subió al trono a una edad avanzada Esteban II (r. 1089-1091), que murió pacíficamente a principios de 1091, sin dejar heredero. Dado que no había ningún miembro masculino vivo de la Casa de Trpimirović, poco después estallaron la guerra civil y los disturbios en el país. Zvonimir había estado casado desde 1063 con la princesa Helena de Hungría (r. 1088-1091), hija del rey Bela I, que gobernaba en Eslavonia. El partido prohúngaro era mayoritario en el norte, principalmente en Eslavonia, y eligió como sucesor al hermano de Helena, Ladislao I de Hungría (r. 1091-1092). En 1091, Ladislao cruzó el río Drava y conquistó toda la provincia de Eslavonia sin encontrar oposición.  En ese momento, el reino de Hungría fue atacado por los cumanos y Ladislao se vio obligado a retirarse nombrando a su sobrino el Príncipe Álmos (r. 1091-1093), para administrar el área controlada de Croacia, la zona entre el Sava y el Drava.
Aprovechando la ocasión, el dux veneciano Vitale Faliero reconquistó grandes zonas de la costa adriática. El reino croata quedó nuevamente dividido: en el norte los nobles ofrecieron el trono a los reyes húngaros y en el sur la dieta de nobles coronó a uno de ellos, Petar Svačić (r. 1093-1097). Ladislao murió en 1095, dejando a su sobrino Coloman para continuar la campaña. Coloman reunió un gran ejército para reclamar el trono y en 1097 derrotó a las tropas del rey Petar en la batalla de la montaña Gvozd, quien murió en la batalla. Los territorios croatas fueron anexionados al Reino de Hungría, pasando a ser una provincia más del reino. Además, el Príncipe Álmos, hermano de Colomán, fue nombrado gobernador de Croacia. En 1099, Colomán tuvo que dirigir sus ejércitos hacia el este, donde los rusos y los cumanos habían comenzado la invasión de su reino. A su retorno en 1101, la nobleza croata había organizado un movimiento revolucionario, lo que obligó a Colomán a negociar con ellos. Coloman fue coronado en Biograd en 1102 con el título de «rey de Hungría, Dalmacia y Croacia» y  la corona pasó a la dinastía de Árpád en una unión personal de los dos reinos bajo una sola corona.

## Croacia asociada a Hungría. Los Arpad
El reino de Croacia (en latín: Regnum Croatiae, en croata: Kraljevina Hrvatska or Hrvatsko kraljevstvo, Hrvatska zemlja) entró en una unión personal con el Reino de Hungría en 1102—tras un período de tres siglos de independencia croata, gobernado por duques y reyes de las dinastías Trpimirović y Svetoslavić— después de una crisis de sucesión al morir el rey Demetrius Zvonimir. Con la coronación del rey Coloman de Hungría como «Rey de Croacia y Dalmacia» en 1102 en Biograd, el reino pasó a la dinastía de Árpád, de la que dependerá hasta 1301, cuando la línea (masculina) de la dinastía se extinguió.
Durante el reinado de Colomán de Hungría (r. 1102-1116), Croacia disfrutó de una época de prosperidad y tranquilidad que no había conocido en su turbulenta historia. El reino se fortaleció, se estableció una nueva administración controlada por el Sabor (una asamblea de nobles croatas) y los banes (virreyes) y el ejército croata se reorganizó. Los reyes húngaros sucesores de Colomán (Esteban II de Hungría (r. 1116-1131), Bela II el Ciego (r. 1131-1141) y Géza II (r. 1141-1162) respetaron las instituciones croatas y defendieron su territorio de los ataques de venecianos y bizantinos, considerándolos tan importantes como ciudadanos húngaros. Sufrieron también la nvasión mongola en 1242, siendo saqueada Zagreb.
La muerte de Géza II provocó las guerras sucesorias en la familia Arpad: por un lado el hijo de Geza, Esteban III de Hungría (r. 1162-1172), y por otro sus tíos (hermanos de Géza), Ladislao II (1161-1163) y Esteban IV (1163). Al extender su influencia sobre el reino húngaro, el emperador bizantino Manuel I Comneno aprovechó los años de guerra para anexionarse parte del territorio croata entre los Alpes dináricos y el Adriático, formando los ducados bizantinos de Dalmacia-Croacia y Dalmacia-Dioclia. Sin embargo, puesto que el hijo menor de Géza II había crecido en la corte bizantina y tomado por esposa a una noble ortodoxa, las relaciones pronto mejoraron. Así, cuando el joven Béla III (r. 1172-1196), protegido del emperador bizantino, regresó a Hungría y reclamó el trono tras la muerte de su hermano Esteban III, se recuperó el ducado bizantino de Croacia. Por otra parte, los territorios del sur fueron recuperados de los bizantinos por el duque de Croacia Andrés de Croacia en 1198, durante el reinado de Emerico (1196-1204).
Posteriormente, durante los reinados de Ladislao III de Hungría (r. 1204-1205), Andrés II de Hungría (r. 1205-1235) y Béla IV de Hungría (r. 1235-1270), la feudalización que comenzó en la época de Bela III se agudizó en gran manera, provocando que el reino croata se fuera disgregando y que incluso se formaran dietas diferentes en diversos territorios, separándose los reinos de Croacia y de Eslavonia. Al mismo tiempo, se producían continuas disputas entre Hungría y la república de Venecia por el dominio de la costa adriática y las ciudades costeras dálmatas, lo que llevó poco a poco a la separación de Dalmacia del reino croata. Varios miembros de la Casa de Árpad fueron nombrados duques de Croacia o de Eslavonia y gobernaron de forma autónoma en varias ocasiones, como Colomán (r. 1208-1241) en Croacia, y Esteban (r. 1263-1271) en Eslavonia.
Los últimos reyes de la dinastía Arpad, Esteban V de Hungría (r. 1270-1272), Ladislao IV de Hungría el Cumano (r. 1272-1290) y Andrés III de Hungría el Veneciano (r. 1290-1301), fueron reyes muy débiles y en sus reinados algunos nobles se hicieron totalmente independientes a lo largo de todos los territorios húngaros, croatas y eslavonios. Así, Pablo I de Bribir (r. 1292-1312), que representaba a la dinastía croata más poderosa en ese momento, la familia noble Šubić, se independizó de facto en Croacia y Eslavonia, asumiendo además el gobierno de gran parte de Bosnia. Su sucesor, Mladen II (r. 1312-1322), continuó en esta situación mientras duraron las luchas dinásticas en Hungría. A la muerte de Andrés III, el trono húngaro fue ocupado por un miembro de la familia de los Premyslidas, Wenceslao III de Bohemia (r. 1301-1305), nieto de Kunigunda, hija del fallecido rey húngaro Béla IV. Sin embargo, la corona húngara pasó pronto a manos de Otón III Duque de Baviera (r. 1305-1308), quien era hijo de Isabel, hija del rey Béla IV.
Finalmente fue Carlos Roberto —de la Casa Capeta de Anjou, que también era descendiente cognático de los reyes Árpád— quien venció en las disputas dinásticas, proclamándose rey. El nuevo rey deseaba centralizar el poder y obligó a Mladen II a devolver el poder de Croacia a la corona húngara. Ante estas pretensiones, Mladen y su hermano Pavao II se rebelaron y fueron derrotados por las tropas angevinas que reunificaron Croacia, poniéndola bajo el mando del ban Ivan Babonic y encarcelando a los duques rebeldes.
La incursión otomana en Europa en el siglo XVI redujo significativamente los territorios croatas y dejó al país débil y dividido. Después de la muerte de Luis II en 1526 durante la Batalla de Mohács y de un breve período de disputa dinástica, ambas coronas pasaron a la austriaca Casa de Habsburgo, y los reinos pasaron a formar parte de la Monarquía de los Habsburgo.

## República de Ragusa

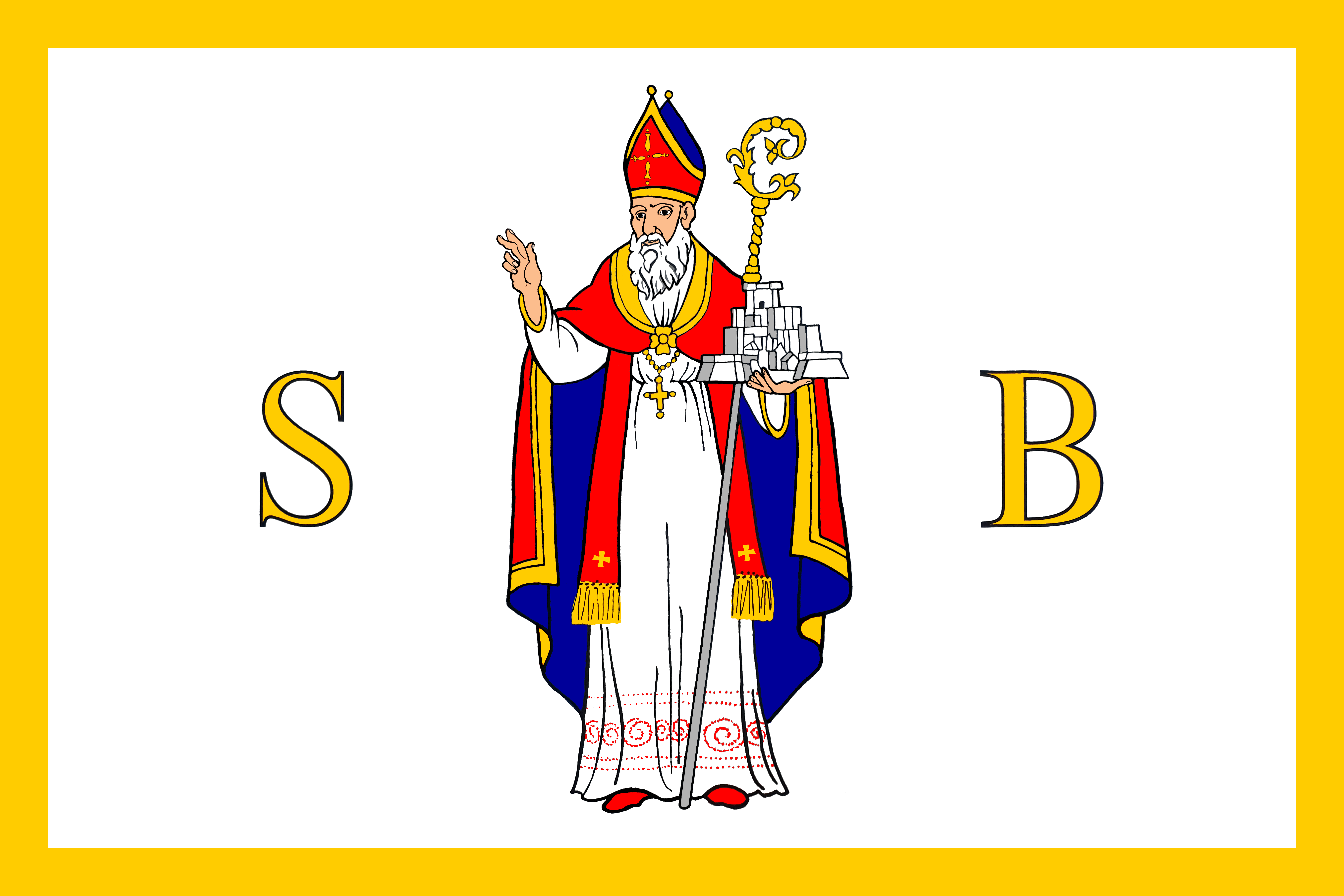
Bandera de Ragusa.

La ciudad de Dubrovnik/Ragusa fue fundada en el siglo VII a partir de los invasores ávaros y eslavos que destruyeron la ciudad romana de Epidaurum. La supervivencia de la población romana se escapó a una pequeña isla cerca de la costa, donde fundaron un nuevo asentamiento. Durante la Cuarta Cruzada de la ciudad cayó bajo el control de la República de Venecia hasta el tratado de Zara en 1358, cuando Venecia, derrotada por el Reino de Hungría, perdió el control de Dalmacia y la República de Ragusa se convirtió en un afluente de aquel reino.
A través de los próximos 450 años la República de Ragusa sería una afluente República protegida por los otomanos y los Habsburgo hasta que Napoleón la abolió en 1808, cuando Ragusa, Dalmacia, Croacia, Eslovenia y Bosnia pasaron a formar las Provincias Ilirias.
La república se convirtió en la cuna más importante de la literatura eslava, durante los períodos renacentista y barroco. Aparte de los poetas y escritores como Marin Držić e Ivan Gundulić, cuyas obras eran importantes para el desarrollo de la literatura sudeslava, la persona más famosa de la República de Ragusa fue el científico croata Ruđer Bošković, que era un miembro de la Royal Society y la Academia Rusa de Ciencias. La república sobrevivió hasta 1808 cuando fue anexada por Napoleón. Hoy en día la ciudad de Dubrovnik está en la lista de la Unesco como Patrimonio de la Humanidad y es un famoso destino turístico.

## Imperio Habsburgo y otomano (1527-1918)

### La guerra con los otomanos

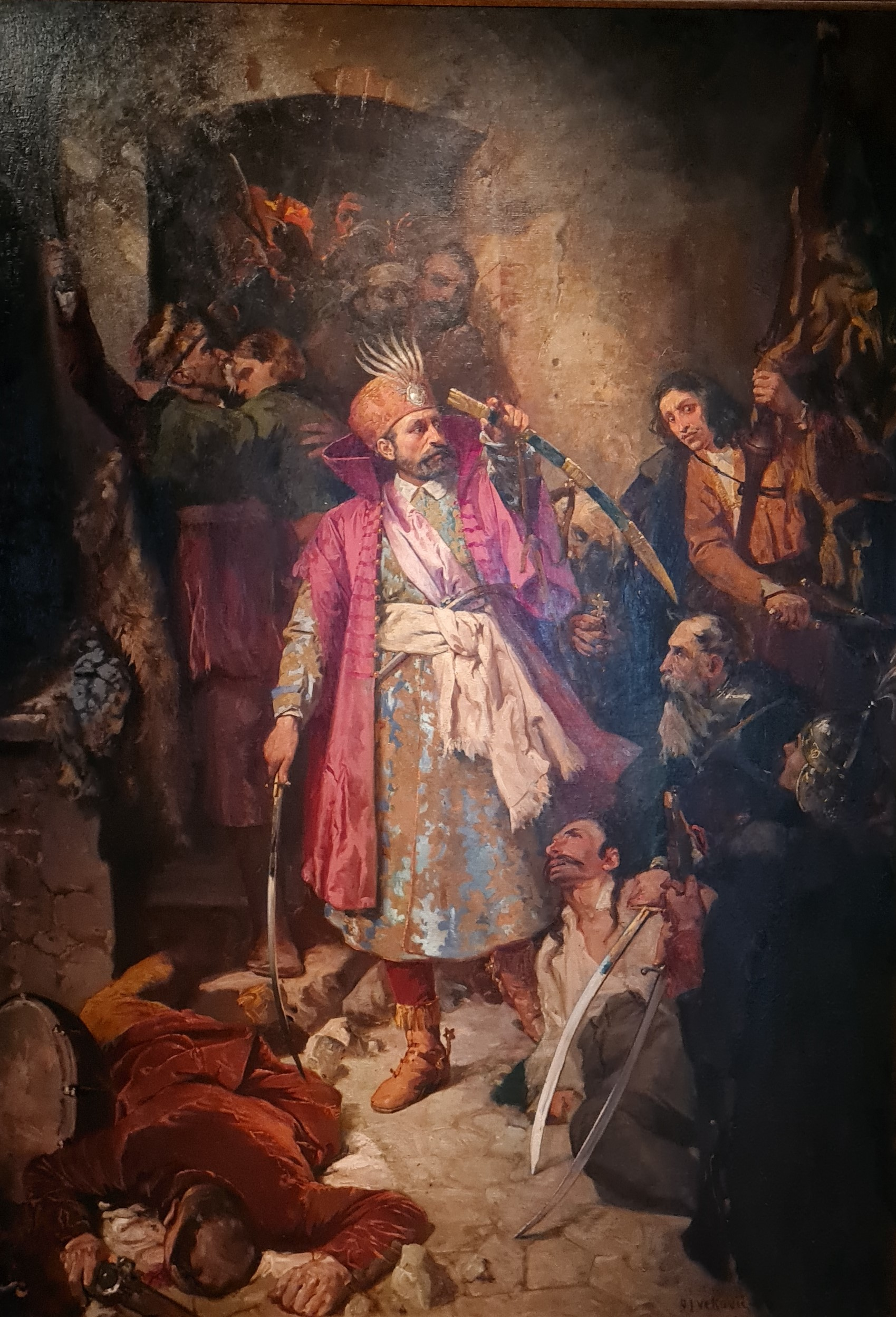
Nikola Šubić Zrinski luchando contra los turcos en la batalla de Szigetvár

Durante todo el siglo XVI, el Imperio otomano avanzó poco a poco hacia el norte. En 1565, Solimán el Magnífico invadió Hungría avanzando exitosamente hasta la pequeña fortaleza de Siget (Szigetvár), donde el conde Nikola Šubić Zrinski resistía obstinadamente. Tras un mes de duro asedio cayó, pero el retraso producido en el ejército turco por esta batalla de Szigetvár permitió al ejército austríaco reorganizarse antes de que los otomanos llegaran a Viena.
Por órdenes reales, en 1553 y 1578, amplias zonas fronterizas de Croacia y Eslavenia se convirtieron en la Frontera Militar (Vojna Krajina), bajo autoridad directa del alto mando militar de Viena. La cercanía al enemigo turco las convirtió en tierras deshabitadas, por lo que la monarquía austríaca animó a serbios, checos, húngaros, eslovacos, alemanes, ucranianos y otros pueblos eslavos a asentarse en la zona como colchón.
En 1592, solo pequeñas zonas de Croacia quedaban libres del dominio turco. Estos 16 800 km² fueron llamados «los vestigios de los vestigios del una vez gran reino de Croacia».

### SiglosXVIIyXVIII

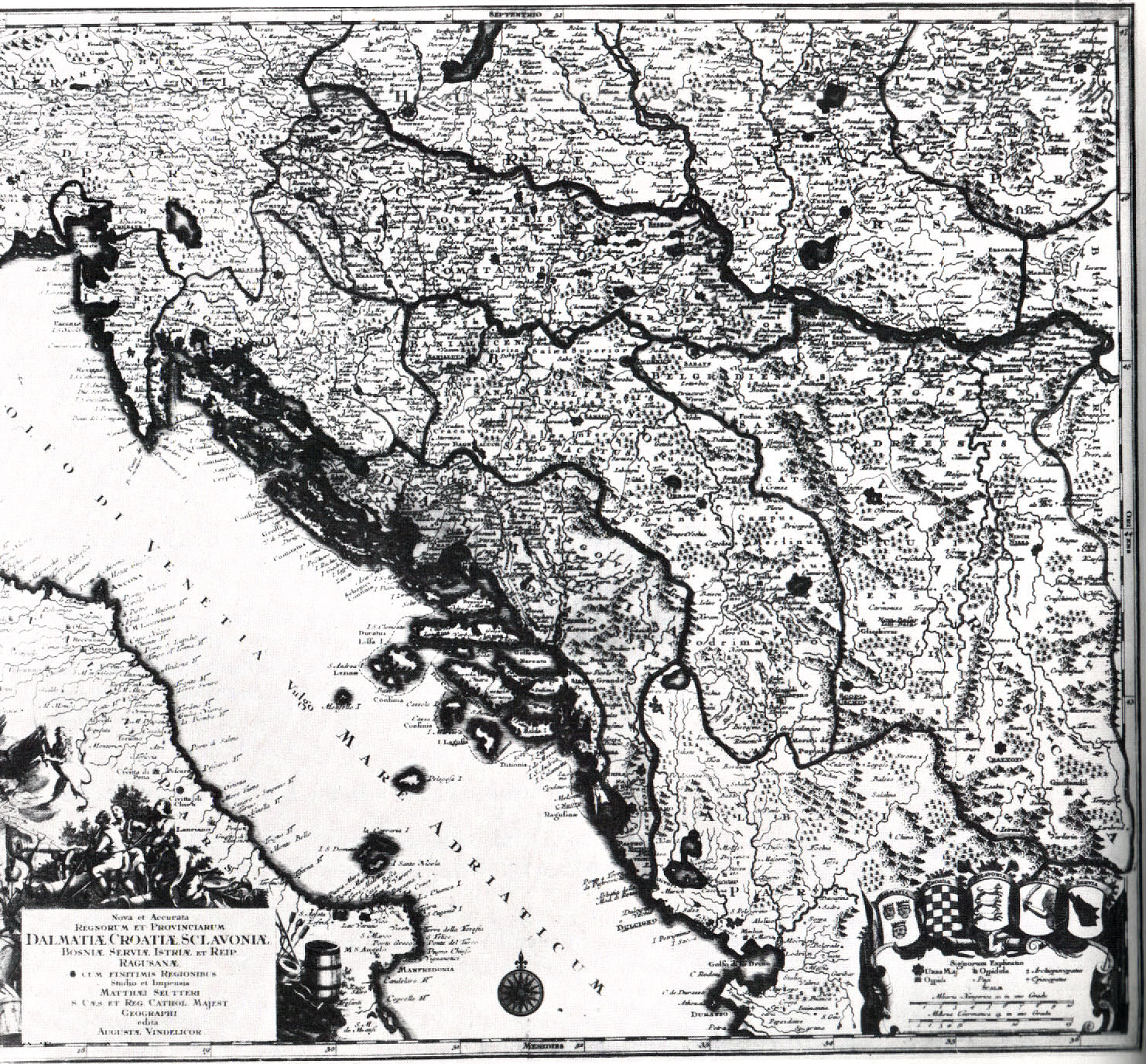
Mapa de Dalmacia, Croacia, Eslovenia, Bosnia, Serbia, Istria y la República de Ragusa.

Tras la batalla de Sisak de 1593, que terminó con la derrota otomana y la expulsión de los turcos de Croacia, se recobró la mayor parte del territorio en manos turcas, que solo pudieron conservar Bosnia. En 1699 se produjo una reorganización administrativa y se unieron el Reino de Croacia y el Reino de Eslavonia para crear el Reino de Croacia-Eslavonia.
Durante la guerra de sucesión austriaca, Croacia fue una de las tierras imperiales que obedecieron la Pragmática Sanción de 1713 de Carlos VI del Sacro Imperio Romano Germánico y apoyaron a su hija María Teresa I. En consecuencia, la emperatriz concedió numerosos privilegios a Croacia, cambiando el control de la Frontera Militar y reduciendo la carga fiscal y los privilegios feudales. También incorporó el hasta entonces puerto libre de Rijeka al reino de Croacia en 1776. Sin embargo, ignoró y finalmente disolvió al parlamento croata, reduciendo su presencia en el Consejo de Hungría a un solo asiento, ocupado por el ban de Croacia.
Con la caída durante las guerras napoleónicas de la República de Venecia en 1797 y la posterior abolición de la República de Ragusa en 1808, Francia cedió sus posesiones adriáticas a Austria. Ocho años después, derrotada Austria, Francia recuperó la costa dálmata, fundando las Provincias Ilirias, que, sin embargo, y tras la caída de Napoleón en 1815, fueron anexionadas de forma definitiva por Austria hasta 1918.

### SigloXIX

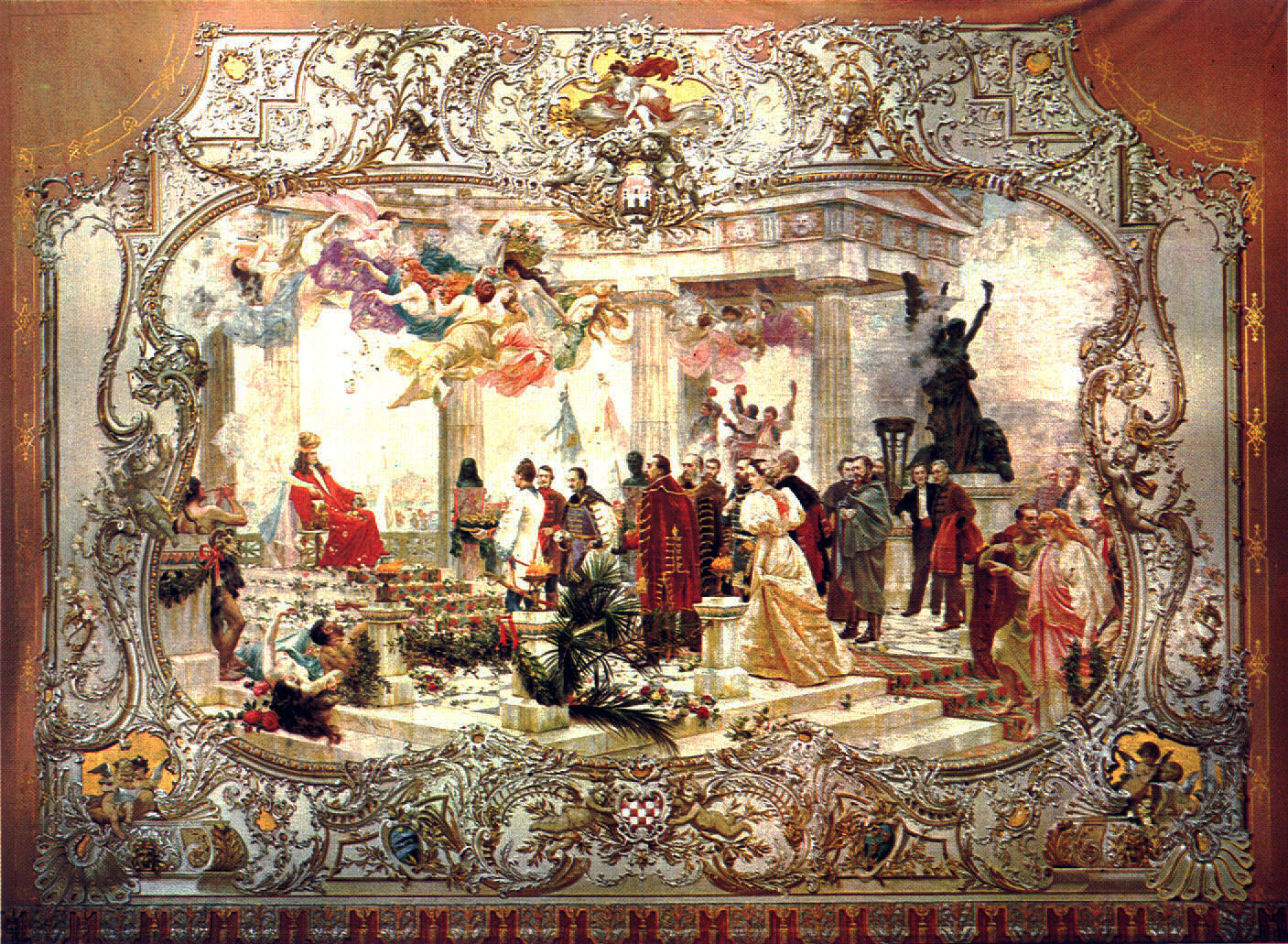
Resurgimiento croata (cortina del Teatro Nacional de Zagreb).

Durante estos siglos de unión con Austria y Hungría, Croacia sufrió un proceso de asimilación: el croata carecía de uso oficial y se produjeron numerosos asentamientos de austriacos y húngaros en Croacia. En el siglo XIX, durante el renacer nacionalista del Romanticismo, el espíritu nacional croata resurgió en oposición a esta germanización y magiarización. En la década de 1830 surge el movimiento ilirio que influyó en la cultura croata y en su lengua. Su mayor representante fue Ljudevit Gaj, primer estandarizador del idioma croata. Esa misma década, las metas del movimiento pasaron de ser meramente culturales a oponerse al centralismo húngaro. Esto llevó a la prohibición por Metternich, el 11 de enero de 1843, del uso del nombre o los símbolos, lo que frenó el avance del movimiento, pero no lo detuvo.

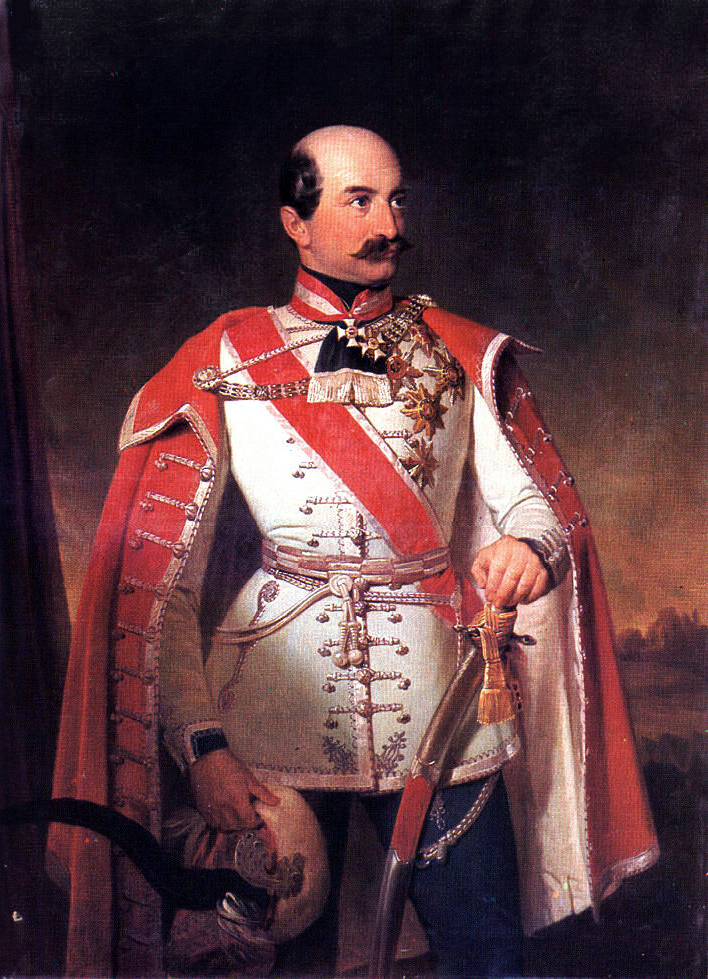
Josip Jelačić, gobernador del Banato de Croacia.

Jelačić, gobernador de Croacia, logró abolir la servidumbre, eliminando el lastre feudal y reduciendo el poder de la aristocracia latifundista. La consiguiente división de tierras produjo una parcelación en propiedades muy reducidas, muchas veces incapaces de alimentar a una familia, lo que propició la emigración, comenzando así la diáspora croata.

Condados de Croacia y Eslavonia en el reino de Hungría sobre 1867/68.

El Ausgleich supuso la ratificación de la pérdida de la autonomía croata. Según el acuerdo hungarocroata de 1868 (hrvatsko-ugarska nagodba), el gobernador sería nombrado por Hungría, el 55 % de los impuestos irían al gobierno de Budapest y el puerto de Rijeka quedaría bajo control directo húngaro.
El reino de Croacia y Eslavonia fue entonces dividido en ocho condados. Se incorporaron a este reino las tierras habitadas por los croatas de la costa dalmática y, dada la desaparición de la amenaza turca, se reintegraron los territorios de la Frontera Militar a los condados civiles en 1881. 
Como parte de dicho acuerdo, el Reino Tripartito de Dalmacia, Croacia y Eslavonia retuvo su estatus histórico, conservando su bandera y escudo. Sin embargo, Dalmacia se convirtió en parte de Cisleitania, mientras que los otros dos territorios estaban en Transleitania. La situación política de Dalmacia era mejor, pues gozaba de sufragio universal masculino, mientras que en Croacia-Eslavonia a principios de siglo apenas ciento noventa mil hombres tenían derecho al voto de una población de dos millones seiscientas mil personas.
Croacia-Eslavonia tuvo un cierto desarrollo a finales del siglo XIX y principios del XX, que permitió el crecimiento de la industria ligera y la reducción de la proporción de población rural del 84 % en 1900 al 70 en 1910. La producción cerealística, sin embargo, siguió siendo insuficiente, apenas mayor que la de la Macedonia otomana. La baja productividad de las tierras, la falta de industria y el amplio analfabetismo (apenas un 20 % de la población estaba alfabetizada) fomentaron la emigración, primordialmente a Norteamérica: en los años que precedieron a la Primera Guerra Mundial, alrededor de un cuarto de millón de campesinos empobrecidos (serbios y croatas), abandonaron el territorio. La situación económica en Dalmacia era aún peor.

## Primera Yugoslavia (1918-1941)
Croacia formó parte en otoño de 1918 del Estado de los Eslovenos, Croatas y Serbios, que tenía capital en Belgrado, que posteriormente se fusionó con el Reino de Serbia para crear el Reino de los Serbios, Croatas y Eslovenos, desde 1929 llamado Reino de Yugoslavia. 
Este estado balcánico que existió desde el 1 de diciembre de 1918 al 2 de diciembre de 1945. Comprendía el área de los actuales estados de Bosnia-Herzegovina, Serbia y Montenegro, Macedonia, así como la mayor parte de los territorios de Croacia y Eslovenia.

### Formación
Archivo:Stjepan i Pavle Radić.JPG|Stjepan Radić (centro), principal figura política croata durante los primeros años de Estado yugoslavo hasta su asesinato en 1928.
Tras la disolución del Imperio austrohúngaro, la idea de crear una nación para los eslavos en los Balcanes cobró impulso y apoyo de la comunidad internacional. El Reino de los Serbios, Croatas y Eslovenos (latín serbocroata: Kraljevina Srba, Hrvata i Slovenaca; cirílico: Краљевина Срба, Хрвата и Словенаца; esloveno: Kraljevina Srbov, Hrvatov in Slovencev: macedonio: Кралство на Србите, Хрватите и Словенците; nombre corto: Kraljevina SHS, Краљевина СХС), vino a satisfacer esta demanda. Este reino se formó en diciembre de 1918 y pervivió hasta 1929, momento en el que la denominación fue sustituida por la de Reino de Yugoslavia.
El 29 de octubre de 1918, el Sabor croata (el parlamento) declaró la independencia y en su soberanía manifestó su voluntad de ingresar en el nuevo Estado de los Eslovenos, Croatas y Serbios. Para enfrentar la amenaza del ejército italiano que ingresaba por el sur y el occidente en el territorio de este nuevo estado, los croatas negociaron con el Reino de Serbia y el 23 de noviembre de 1918 enviaron una delegación a Belgrado para proclamar la unión.
El 1 de diciembre de 1918 fue proclamado el reino por Alejandro Karađorđević, príncipe regente por su padre, el rey Pedro, que formalmente era el rey de Serbia. El nuevo reino fue formado a partir de los antiguos reinos independientes de Serbia y Montenegro, así como también con una cantidad sustancial del territorio que antiguamente fue parte del Imperio austrohúngaro. Las tierras de Austria-Hungría que formaron el nuevo estado incluían Croacia, Eslavonia y Vojvodina de la parte húngara del imperio; Carniola, parte de Estiria y la mayor parte de Dalmacia del lado austríaco, además de la provincia imperial de Bosnia-Herzegovina. Se llevó a cabo un plebiscito en la provincia de Carintia, la cual optó por seguir en Austria. La ciudad puerto dálmata de Zadar y unas cuantas islas dálmatas fueron otorgadas a Italia. La ciudad de Rijeka fue declarada ciudad-estado libre, pero pronto fue ocupada y anexada en 1924 por Italia. Las tensiones en la frontera con Italia continuaron, con los italianos reclamando más áreas de la costa dálmata y Yugoslavia reclamando por su parte la península de Istria, parte de la antigua provincia costera austríaca que había sido anexada a Italia pero que contenía una población considerable de croatas y eslovenos.
El nuevo gobierno intentó integrar al nuevo país tanto política como económicamente, una tarea difícil debido a la gran diversidad de idiomas, nacionalidades y religiones existentes en el nuevo Estado, la historia diferente de las regiones y a las grandes diferencias entre ellas en cuanto al desarrollo económico.

### La cuestión de la autonomía
En 1924 una decisión de apenas la mitad más uno de los diputados de la Asamblea Nacional estipuló en la constitución el carácter centralista del estado. Esta decisión propiciada y cumplida con autoritarismo por el primer ministro Nikola Pašić, causó la oposición de los croatas, quienes lucharon desde entonces por establecer su autonomía, objetivo central para el Partido Campesino Croata, principal partido croata.
Las tensiones entre el nacionalismo serbio (envalentonado por el carácter centralista del estado) y el resto de los pueblos del país estalló con el asesinato en el parlamento del reino del líder del Partido Campesino Croata Stjepan Radić, por parte de un diputado montenegrino. Ello llevó al rey a clausurar el parlamento y asumir el gobierno del país de una manera dictatorial. Los croatas solamente dieron tregua en su lucha por autonomía entre 1926 y 1927 ante la amenaza que para la existencia del reino eslavo significaba la coalición integrada por Italia con Albania, Hungría, Bulgaria y Rumania. La oposición croata se revivió cuando el rey capituló a las exigencias italianas de libre tránsito en Dalmacia y firmó con Benito Mussolini el Tratado de Nettuno, en 1928, supuestamente para dar tranquilidad al país.
Sin embargo, esto solo reavivó las tensiones internas. De hecho, pocos años después un guerrillero macedonio contratado por el nacionalismo croata ustacha asesinó en Marsella el 9 de octubre de 1934 al rey Alejandro I y al ministro de Exteriores francés. Le sucedió en el trono su hijo Pedro, pero al ser menor de edad asumió la regencia su tío el príncipe Pablo. 

Croacia en 1941 junto con la división territorial entre las potencias del Eje.

En agosto de 1939, amenazada Yugoslavia por un inminente ataque de Italia y la Alemania nazi, el primer ministro Dragiša Cvetković firmó con el dirigente del Partido Campesino Croata Vladko Maček el Acuerdo Cvetković-Maček para la creación de la Banovina de Croacia, una entidad autónoma que incluía la actual Croacia y parte de Bosnia y Hercegovina. Maček fue nombrado vice primer ministro. 
El príncipe Pablo gobernó hasta que, el 27 de marzo de 1941, un golpe de Estado contra la política filoalemana del regente llevó al trono de manera anticipada a Pedro II. De manera fáctica el Reino de Yugoslavia dejó de existir cuando, diez días después, el 6 de abril de 1941, la aviación alemana atacó Belgrado y en las semanas siguientes el país se vio invadido por las tropas de Alemania, Italia, Bulgaria, Hungría, Albania y Rumanía.
El rey y el gobierno huyeron a Londres dando prolongación formal y legal al país hasta 1945.

## Segunda Guerra Mundial
El Estado Independiente de Croacia (NDH, del croata Nezavisna Država Hrvatska) fue un estado organizado por los nazis tras la derrota del Reino de Yugoslavia en la primavera de 1941. Fue gobernado por el Ustaše y se anexionó Bosnia-Herzegovina. Llevó a cabo una política de genocidio de la población serbia, gitana, judía y de los antifascistas croatas. Dependiendo de las fuentes, el exterminio se calcula entre las 250 000 y el millón de víctimas.

## Segunda Yugoslavia (1945-1991)
Croacia llegó a ser parte de la República Federal Socialista de Yugoslavia en 1945, la cual era dirigida por el Partido Comunista de Yugoslavia bajo la tutela de Tito. Tito, al ser hijo de padre croata y madre eslovena también, adoptó una cuidadosa política para manejar las conflictivas ambiciones nacionales de los serbios y croatas.
Croacia fue una república socialista, miembro de una federación de seis partes. Bajo el nuevo sistema comunista, la propiedad privada fue nacionalizada y la economía se basó en la idea del socialismo de mercado. El país desarrolló un proceso de reconstrucción debido a la destrucción provocada por la Segunda Guerra Mundial. Además dio inicio a la industrialización y comenzó a desarrollar el turismo.
La constitución de 1963 equilibró el poder en el país entre serbios y croatas, y alivió el hecho de que estos últimos estuvieran nuevamente en minoría. Sin embargo, después de 1965 se formó la primavera croata la cual en 1970-1971 produjo varias manifestaciones a favor de una mayor libertad civil y de una autonomía croata. El régimen sofocó las protestas públicas y encarceló a sus líderes, pero esto llevó a la ratificación de una nueva constitución en 1974, la cual concedió más derechos a cada una de las repúblicas.
En 1980, después de la muerte de Tito, las dificultades políticas, étnicas y económicas comenzaron, y el gobierno federal comenzó a desmoronarse. La emergencia de Slobodan Milošević en Serbia y muchos otros eventos provocaron una muy mala reacción en Croacia, seguida por un aumento del nacionalismo y de los movimientos disidentes.

## República de Croacia
El parlamento croata (Sabor) proclamó la soberanía de la república el 22 de diciembre de 1990. En el referéndum del 19 de mayo de 1991, el 90 % de los votantes se pronunciaron a favor de un estado independiente y, tras una decisión parlamentaria en el mismo sentido, el presidente Franjo Tudjman proclamó unilateralmente la independencia el 25 de junio.

### Guerra de independencia
La Guerra Croata de Independencia guerra croata de independencia se desarrolló en el período comprendido entre 1991 y 1995. La nueva república tuvo que enfrentarse a las fuerzas rebeldes de la minoría serbia, que proclamaron la República Serbia de Krajina|República de Krajina, siendo apoyadas por el Ejército Popular Yugoslavo. El conflicto, de connotaciones étnicas, concluyó con la Operación Tormenta llevada entre el 3 y el 5 de agosto de 1995, recuperando zonas declaradas como Áreas Protegidas por las Naciones Unidas. Este día es celebrado como una fiesta nacional llamada Día de la Victoria y de Acción de Gracias por la Patria

### Periodo posguerra
Croacia se convirtió en miembro del Consejo de Europa en 1996. Los años 1996 y 1997 fueron un período de recuperación de la posguerra y de mejora de las condiciones económicas. Sin embargo, en 1998 y 1999, Croacia experimentó una depresión económica que provocó el desempleo de miles de ciudadanos.
La parte restante de la antigua "Krajina", áreas adyacentes a la RF de Yugoslavia, negoció un proceso de reintegración pacífica con el gobierno croata. El llamado Acuerdo de Erdut convirtió el área en un protectorado temporal de la Administración de Transición de la ONU para Eslavonia Oriental, Baranja y Sirmium Occidental. El área se reintegró formalmente a Croacia en 1998.
El gobierno de Franjo Tuđman comenzó a perder popularidad ya que fue criticado (entre otras cosas) por su participación en acuerdos de privatización sospechosos a principios de la década de 1990, así como por un aislamiento internacional parcial. El país experimentó una leve recesión en 1998 y 1999.
Tuđman murió en 1999 y en las elecciones parlamentarias de principios de 2000, el gobierno nacionalista de la Unión Democrática Croata (HDZ) fue reemplazado por una coalición de centroizquierda bajo el Partido Socialdemócrata de Croacia, con Ivica Račan como primer ministro. Al mismo tiempo, se celebraron elecciones presidenciales que ganó Stjepan Mesić. El nuevo gobierno de Račan enmendó la constitución, cambiando el sistema político de un sistema presidencial a un sistema parlamentario, transfiriendo la mayoría de los poderes presidenciales ejecutivos del presidente a las instituciones del parlamento y el primer ministro.
El nuevo gobierno también inició varios grandes proyectos de construcción, incluidas viviendas patrocinadas por el estado, más esfuerzos de reconstrucción para permitir el regreso de los refugiados y la construcción de la autopista A1. El país logró un notable crecimiento económico durante estos años, mientras que la tasa de desempleo seguiría aumentando hasta 2001 cuando finalmente comenzó a descender. Croacia se convirtió en miembro de la Organización Mundial del Comercio (OMC) en 2000 y comenzó la adhesión de Croacia a la Unión Europea en 2003.
La bandera de Croacia se ha izado junto con la bandera europea en el edificio del Ministerio de Asuntos Exteriores y Europeos en Zagreb como símbolo de la pertenencia de Croacia tanto al Consejo de Europa como a la Unión Europea.
A fines de 2003, se llevaron a cabo nuevas elecciones parlamentarias y ganó un partido HDZ reformado bajo el liderazgo de Ivo Sanader, quien fue elegido primer ministro. La adhesión europea se retrasó por controversias sobre la extradición de generales del ejército al TPIY, incluido el fugitivo Ante Gotovina.
Sanader fue reelegido en las reñidas elecciones parlamentarias de 2007. Otras complicaciones continuaron estancando el proceso de negociación de la UE, en particular el bloqueo de Eslovenia a la adhesión de Croacia a la UE en 2008-2009.
En junio de 2009, Sanader renunció abruptamente a su cargo y nombró a Jadranka Kosor en su lugar. Kosor introdujo medidas de austeridad para contrarrestar la crisis económica y lanzó una campaña anticorrupción dirigida a los funcionarios públicos. A fines de 2009, Kosor firmó un acuerdo con Borut Pahor, el primer ministro de Eslovenia, que permitió que procediera la adhesión a la UE.
En las elecciones presidenciales croatas de 2009-2010, Ivo Josipović, el candidato del SDP obtuvo una victoria aplastante. Sanader trató de regresar a HDZ en 2010, pero luego fue expulsado y USKOK pronto lo arrestó por varios cargos de corrupción.
En noviembre de 2012, un tribunal de Croacia condenó al ex primer ministro Ivo Sanader, en el cargo de 2003 a 2009, a 10 años de prisión por aceptar sobornos. Sanader trató de argumentar que el caso en su contra tenía motivaciones políticas. En 2011, se concluyó el acuerdo de adhesión, dando a Croacia el visto bueno para unirse finalmente a la Unión Europea
Las elecciones parlamentarias croatas de 2011 se celebraron el 4 de diciembre de 2011 y ganó la coalición Kukuriku. Después de las elecciones, se formó un gobierno de centro-izquierda dirigido por el nuevo primer ministro Zoran Milanovic.
Tras la ratificación del Tratado de Adhesión de 2011 y el exitoso referéndum de adhesión de Croacia a la Unión Europea de 2012, Croacia se unió a la UE el 1 de julio de 2013.En las elecciones presidenciales croatas de 2014-15, Kolinda Grabar-Kitarović se convirtió en la primera mujer presidenta croata.
Las elecciones parlamentarias croatas de 2015 resultaron en la victoria de la Coalición Patriótica que formó un nuevo gobierno con el Puente de Listas Independientes. Sin embargo, una moción de censura derrocó al gabinete de Tihomir Orešković. Después de las elecciones parlamentarias croatas de 2016, se formó el Gabinete de Andrej Plenković.
En enero de 2020, el ex primer ministro Zoran Milanovic de los socialdemócratas (SDP) ganó las elecciones presidenciales. Derrotó a la titular de centro-derecha Kolinda Grabar-Kitarovic de la gobernante Unión Democrática Croata (HDZ). En marzo de 2020, la capital croata, Zagreb, fue sacudida por un terremoto de magnitud 5,3 que causó daños significativos a la ciudad. En julio de 2020, el partido gobernante de centro-derecha HDZ ganó las elecciones parlamentarias. El 12 de octubre de 2020, el extremista de derecha Danijel Bezuk intentó atacar un edificio del gobierno de Crotia e hirió a un oficial de policía en el proceso, después de lo cual se suicidó. En diciembre de 2020, Banovina, una de las regiones menos desarrolladas de Croacia, fue sacudida por un terremoto de 6,4 M que mató a varias personas y destruyó por completo la ciudad de Petrinja. A lo largo de dos años y medio de pandemia mundial de COVID-19, 16 103 ciudadanos croatas murieron a causa de la enfermedad. En marzo de 2022, un dron Tu-141 de fabricación soviética se estrelló en Zagreb, probablemente debido a la invasión rusa de Ucrania en 2022. El 12 de julio de 2022, Croacia se convertiría en miembro de la eurozona a partir del 1 de enero de 2023. El 26 de julio de 2022, las autoridades croatas abrieron el puente Pelješac, conectando así la parte más meridional de Croacia con el resto del país.